# Эвасо-Нгиро (река, впадает в озеро Натрон)
Эва́со-Нги́ро (Ва́со-Ньи́ро, англ. Southern Ewaso Ng'iro) — река на юге Кении.
Протяжённость реки составляет около 700 км. Площадь её водосборного бассейна насчитывает 15 000 км². Питание имеет смешанное, в основном дождевое. Теряется в болотах не достигая озера Натрон.
В переводе с языка племени самбуру Ewaso Ng'iro означает «река коричневой воды».